# Jérôme Carcopino
Jérôme Carcopino (ur. 27 czerwca 1881 w Verneuil-sur-Avre, zm. 17 marca 1970 w Paryżu) – francuski historyk starożytności.

## Życiorys
Uczęszczał do École normale supérieure, odbywając tam studia historyczne. W latach 1904–1907 był członkiem École française de Rome. W latach 1907–1911 był wykładowcą historii w renomowanym liceum w Hawrze, później na Uniwersytecie Algierskim, a także inspektorem zabytków starożytnych w Algierii (do 1920). Podczas I wojny światowej uczestniczył w kampanii dardanelskiej.
Działalność naukową podjął ponownie jako profesor Sorbony w 1920, będąc tam wykładowcą historii starożytnej do 1937, kiedy powołano go na dyrektora École française de Rome. 25 lutego 1941 został mianowany sekretarzem stanu do spraw oświaty i młodzieży w rządzie Vichy. Był członkiem wielu europejskich instytucji archeologicznych i historycznych, a od 1955 także członkiem Akademii Francuskiej.
Znany jako autor wielu nowatorskich prac naukowych z historii starożytnej Grecji i Rzymu, w których jego hipotezy badawcze spotykały się nierzadko ze sceptycznym przyjęciem. Najpopularniejszą jego publikację o życiu codziennym starożytnego Rzymu w epoce rozkwitu cesarstwa (La Vie quotidienne à Rome à l'apogée de l'Empire (1939, przekład polski 1960) przetłumaczono na wiele języków. W Polsce wcześniej wydano też jego biografię Cezara (Caesar a godność królewska, Lwów 1935).
Jego rozległym dokonaniom naukowym poświęcono publikację Jérôme Carcopino, un historien au service de l’humanisme (wyd. Les Belles Lettres, Paris 1981), do której współautorów należy Pierre Grimal.    